# Hans Reichel (Maler)
Hans Reichel (* 9. August 1892 in Würzburg; † 7. Dezember 1958 in Paris) war ein deutscher Maler und Zeichner, der zu den Vertretern der lyrischen Abstraktion gezählt wird.

## Leben
Nach der Schule und der künstlerischen Ausbildung (Besuch der Malschule von Hans Hoffmann) ging Reichel im Jahre 1918 nach München. Dort begegnete er unter anderem Rainer Maria Rilke und Paul Klee, mit dem er im selben Haus, dem Werneck-Schlössl, wohnte. Der Kontakt zu Klee brach nicht ab und so lernte Reichel in Weimar über Klee Wassily Kandinsky kennen. Nach Reisen in die Schweiz und nach Italien zusammen mit seinem Malerfreund, dem US-Amerikaner Carl Holly, siedelte er im Jahre 1929 nach Paris über. Er lernte Brassaï, Alfred Perlès und Henry Miller kennen, dem er Malstunden in Aquarelltechnik gab, lebensrettende Therapie für Miller. Später befreundete er sich mit dem österreichischen Surrealisten Wolfgang Paalen, von dem er ein Porträt malte.
Sein Stil ist charakterisiert durch Verspieltheit, es sind Traumszenen. Die kleinformatigen Bilder erinnern in ihren märchenhaften, filigranen Darstellungen manchmal an Paul Klee. 1937 wurden in der Nazi-Aktion „Entartete Kunst“ nachweislich aus dem Städtischen Museum für Kunst und Kunstgewerbe Halle/Saale und dem Pfälzischen Gewerbemuseum Kaiserslautern sein Öl-Gemälde „Urnen“ (1926) und sein Aquarell „d’or vielle“ (1928; jetzt im Bestand der Albertina in Wien) beschlagnahmt. Ersteres wurde danach zerstört.
Auch nach den Kriegsjahren 1941–43, in denen Reichel die Internierungshaft im Camp de Gurs und, ab März 1943, versteckt in Begué bei Cazaubon, Département Gers, in Südfrankreich überlebte, blieb er bei verspielten Bildern aus seiner Gedankenwelt. Sie sind nicht wirklich abstrakt, aber auch nicht konkret. Sein Werk wird der Nouvelle École de Paris zugeordnet.
Reichels Werke wurden in Galerien in Paris und New York ausgestellt, eine erste größere Werkschau fand 1955 in Kaiserslautern statt. 1949 erhielt er die französische Staatsbürgerschaft. Er starb im Jahr 1958 in Paris.

## Ausstellungen
- 1930: Académie Ranson, Paris. Dort auch 1932–36 aus, organisiert von Bissière.
- 1947: bei den Galerien Jeanne Bucher, Paris und bei Marian Willard Johnson, Galeries Willard, New York.
- 1950: Galerie La Hune. Mit Maria Helena Vieira da Silva.
- 1953: Übersichtsausstellung bei Jeanne Bucher.
- 1955: Pfälzische Landesgewerbeanstalt Kaiserslautern.
- 1960: Hans Reichel, Wallraf-Richartz-Museum, Köln und anschließend Kestner-Gesellschaft, Hannover.
- 1961: Staatliche Galerie Moritzburg, Halle.
- 1962: Galerie Jeanne Bucher, Paris.
- 1975: Hans Reichel, Musée d’art moderne de la Ville de Paris.
- 1981: Städtische Galerie, Würzburg.
- 1988: Solomon R. Guggenheim Museum, New York.
- 1992: Kunstmuseum Luzern.
- 2005: Ordnung und Chaos, Stiftung Moritzburg, Halle und Museum im Kulturspeicher, Würzburg.